# Panagiōtīs Maragkos
Panagiōtīs Maragkos (in greco: Παναγιώτης Μαραγκός; 17 aprile 1960) è un ex calciatore cipriota, di ruolo centrocampista.

## Carriera
Tra il 1981 e il 1987 ha giocato 14 partite per la nazionale cipriota, segnando anche una rete.